# ボン・アドリアン・ジャノー・ド・モンセー

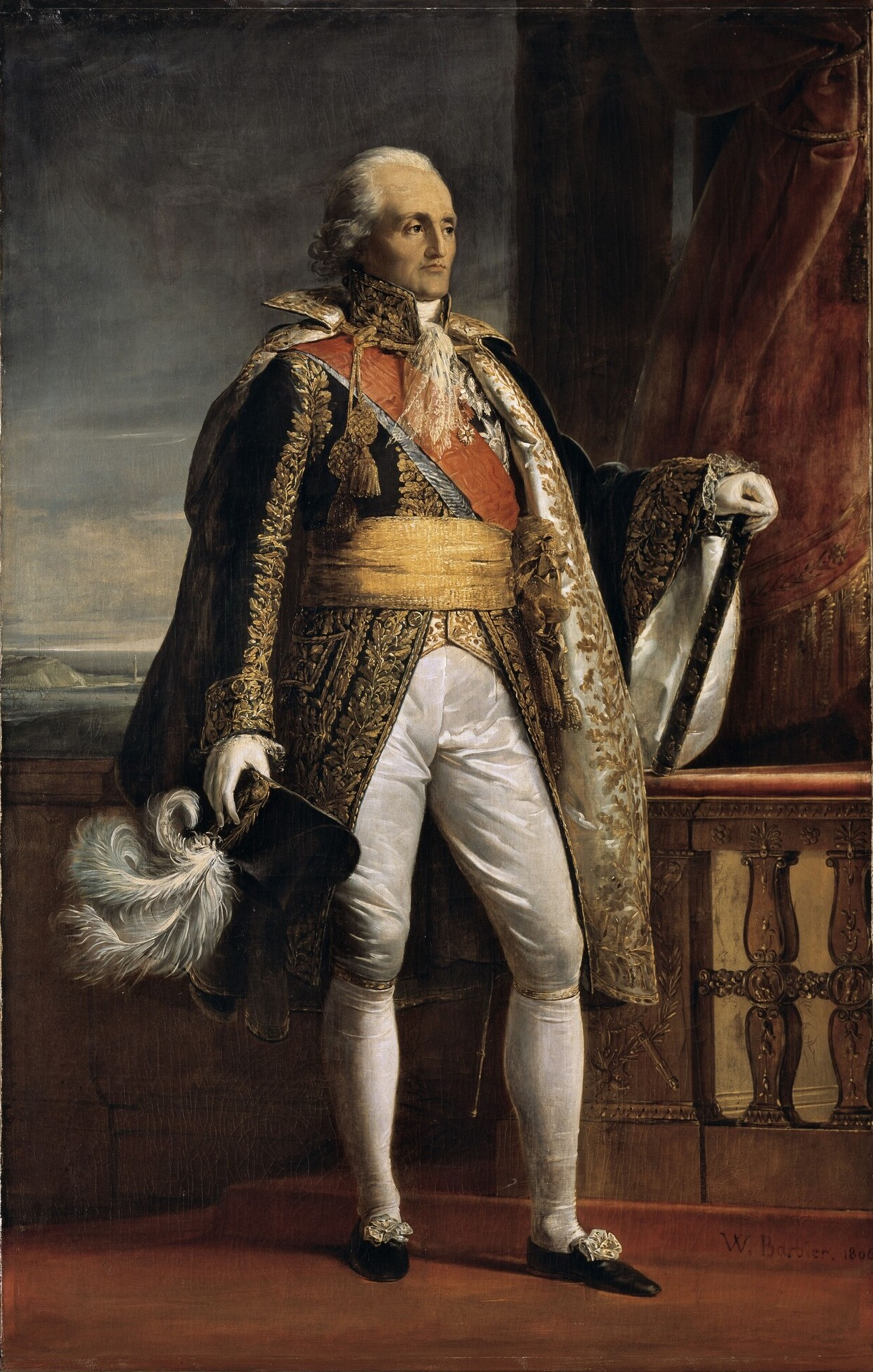

ボン・アドリアン・ジャノー・ド・モンセー （Bon Adrien Jeannot de Moncey，1754年7月31日 - 1842年4月20日）は、フランス革命戦争・ナポレオン戦争期の軍人。帝国元帥。1808年コネリアーノ公爵位に叙される。